# Pic Mayakowski
Le pic Mayakowski est un sommet du Tadjikistan s'élevant à 6 095 mètres d'altitude dans le chaînon Shakhdara, au Pamir. Il est nommé d'après le poète soviétique Vladimir Maïakovski.